# الثلاثة الذين خلفوا
الثلاثة الذين تاب الله عليهم هم ثلاثة من الصحابة رضي الله عنهم تخلفوا عن غزوة تبوك بدون عذر، فأنزل الله فيهم آية في سورة التوبة يعلن فيها توبته عليهم بعد أن ضاقت عليهم الأرض بما رحبت، وهم: كعب بن مالك، هلال بن أمية، ومرارة بن الربيع.

## خلفية القصة
في السنة التاسعة للهجرة، خرج النبي ﷺ والمسلمون في غزوة تبوك، وهي من أشد الغزوات، بسبب:
- المسافة الطويلة.
- شدة الحر.
- كثرة العدو (الروم).
- موسم نضوج الثمار في المدينة.

أمر النبي صلى الله عليه وسلم المسلمين بالتجهز، وكان كل من تخلف بغير عذر يُعد مذنبًا. فتخلف هؤلاء الثلاثة، مع أنهم من المؤمنين الصادقين، وليسوا من المنافقين.

## موقفهم مع النبي صلى الله عليه وسلم
لما رجع النبي صلى الله عليه وسلم، جاءه المنافقون يعتذرون بأعذار كاذبة، فقبلها ظاهرًا. أما الثلاثة، فصدقوا، ولم يختلقوا أعذارًا، فمدحهم الله على صدقهم.
أمر النبي صلى الله عليه وسلم الناس أن يقاطعوهم خمسين يومًا:
- لا يُكلمهم أحد.
- لا يجالسهم أحد.
- أمرهم باعتزال زوجاتهم.

حتى ضاقت عليهم الأرض بما رحبت.

## نزول التوبة
في اليوم الخمسين، نزل قوله تعالى:
﴿وَعَلَى الثَّلَاثَةِ الَّذِينَ خُلِّفُوا حَتَّى إِذَا ضَاقَتْ عَلَيْهِمُ الْأَرْضُ بِمَا رَحُبَتْ وَضَاقَتْ عَلَيْهِمْ أَنْفُسُهُمْ وَظَنُّوا أَنْ لَا مَلْجَأَ مِنَ اللَّهِ إِلَّا إِلَيْهِ ثُمَّ تَابَ عَلَيْهِمْ لِيَتُوبُوا إِنَّ اللَّهَ هُوَ التَّوَّابُ الرَّحِيمُ ۝١١٨﴾ [التوبة:118]
ففرح المسلمون، وبُشّر كعب بن مالك رضي الله عنه بالتوبة، وسجد لله شكرًا، وركض إلى النبي ﷺ فاستقبله بوجهه المتبسم وقال له:
«أبشر بخير يوم مرّ عليك منذ ولدتك أمك»

## أسماء الثلاثة
- كعب بن مالك الأنصاري
- هلال بن أمية
- مرارة بن الربيع

## في الحديث النبوي
وردت القصة بتفصيلها في صحيح البخاري وصحيح مسلم، حيث روى كعب بن مالك رضي الله عنه القصة بنفسه، وسرد معاناته النفسية خلال الخمسين يومًا، وصدق توبته، وعدم اختلاقه أعذارًا كغيره.